# Cavalera Conspiracy
The Cavalera Conspiracy er et brasiliansk thrash metal-band dannet af brødrene Max Cavalera og Igor Cavalera.